# WXV 2024
El WXV de 2024 fue la segunda temporada del torneo femenino de World Rugby.
El torneo otorgó seis plazas para la Copa Mundial de Rugby de 2025 a disputarse en Inglaterra, los seis equipos serán los que no hayan clasificado mediante sus clasificatorias regionales.

## Formato
El torneo consta de tres divisiones, en las cuales en cada una compiten seis equipos, cada equipo solo enfrenta a tres rivales de su división, confeccionándose una tabla para determinar el campeón de la división.

## Clasificación

### Repechaje
- El ganador clasificó al WXV 3.

| 16 de marzo de 2024 | Países Bajos | 33 - 11 | Colombia | Estadio NRCA, Amsterdam, Países Bajos |  |

### Repechaje Europeo
- El ganador clasifica al WXV 2, el perdedor al WXV 3.

| 29 de junio de 2024 | Gales | 52 - 20 | España | Cardiff Arms Park, Cardiff, Gales |  |

## WXV 1
- El torneo se disputó en Canadá entre el 27 de septiembre y el 13 de octubre.

### Clasificación
| Competición                 | Plazas | Equipos clasificados                |
| --------------------------- | ------ | ----------------------------------- |
| Seis Naciones Femenino 2024 | 3      | Inglaterra Francia Irlanda          |
| Pacific Four Series 2024    | 3      | Canadá Nueva Zelanda Estados Unidos |

### Desarrollo
|  | Campeón |

| Pos. | País           | Partidos | Partidos | Partidos  | Partidos | Anotación | Anotación | Anotación  | Puntos Bonus | Puntos |
| Pos. | País           | Jugados  | Ganados  | Empatados | Perdidos | A favor   | En contra | Diferencia | Puntos Bonus | Puntos |
| ---- | -------------- | -------- | -------- | --------- | -------- | --------- | --------- | ---------- | ------------ | ------ |
| 1    | Inglaterra     | 3        | 3        | 0         | 0        | 131       | 64        | +67        | 2            | 14     |
| 2    | Irlanda        | 3        | 2        | 0         | 1        | 63        | 62        | +1         | 2            | 10     |
| 3    | Canadá         | 3        | 2        | 0         | 1        | 79        | 53        | +26        | 1            | 9      |
| 4    | Nueva Zelanda  | 3        | 1        | 0         | 2        | 97        | 92        | -5         | 3            | 7      |
| 5    | Francia        | 3        | 1        | 0         | 2        | 60        | 99        | -39        | 1            | 5      |
| 6    | Estados Unidos | 3        | 0        | 0         | 3        | 49        | 109       | -60        | 0            | 0      |

### Fecha 1
| 29 de septiembre | Estados Unidos | 21 - 61 | Inglaterra |  |  |

| 29 de septiembre | Canadá | 46 - 24 | Francia |  |  |

| 29 de septiembre | Nueva Zelanda | 27 - 29 | Irlanda |  |  |

### Fecha 2
| 5 de octubre | Estados Unidos | 14 - 22 | Francia |  |  |

| 5 de octubre | Canadá | 21 - 8 | Irlanda |  |  |

| 6 de octubre | Nueva Zelanda | 31 - 49 | Inglaterra |  |  |

### Fecha 3
| 11 de octubre | Estados Unidos | 14 - 26 | Irlanda |  |  |

| 12 de octubre | Nueva Zelanda | 39 - 14 | Francia |  |  |

| 12 de octubre | Canadá | 12 - 21 | Inglaterra |  |  |

## WXV 2
- El torneo se disputó en Sudáfrica entre el 27 de septiembre y el 13 de octubre.

### Clasificación
| Competición                          | Plazas | Equipos clasificados |
| ------------------------------------ | ------ | -------------------- |
| Seis Naciones Femenino 2024          | 2      | Italia Escocia       |
| Asia Rugby Women's Championship 2024 | 1      | Japón                |
| Rugby Africa Women's Cup 2024        | 1      | Sudáfrica            |
| Definición Europa                    | 1      | Gales                |
| Pacific Four Series 2024             | 1      | Australia            |

### Desarrollo
|  | Campeón |

| Pos. | País      | Partidos | Partidos | Partidos  | Partidos | Anotación | Anotación | Anotación  | Puntos Bonus | Puntos |
| Pos. | País      | Jugados  | Ganados  | Empatados | Perdidos | A favor   | En contra | Diferencia | Puntos Bonus | Puntos |
| ---- | --------- | -------- | -------- | --------- | -------- | --------- | --------- | ---------- | ------------ | ------ |
| 1    | Australia | 3        | 3        | 0         | 0        | 101       | 53        | +48        | 3            | 15     |
| 2    | Escocia   | 3        | 2        | 0         | 1        | 60        | 44        | +16        | 1            | 9      |
| 3    | Italia    | 3        | 2        | 0         | 1        | 31        | 43        | -12        | 0            | 8      |
| 4    | Sudáfrica | 3        | 1        | 0         | 2        | 76        | 80        | -4         | 4            | 8      |
| 5    | Gales     | 3        | 1        | 0         | 2        | 29        | 55        | -26        | 1            | 5      |
| 6    | Japón     | 3        | 0        | 0         | 3        | 47        | 69        | -22        | 3            | 3      |

### Fecha 1
| 27 de septiembre | Sudáfrica | 31 - 24 | Japón |  |  |

| 28 de septiembre | Australia | 46 - 24 | Gales |  |  |

| 28 de septiembre | Italia | 0 - 19 | Escocia |  |  |

### Fecha 2
| 4 de octubre | Gales | 5 - 8 | Italia |  |  |

| 5 de octubre | Japón | 13 - 19 | Escocia |  |  |

| 5 de octubre | Sudáfrica | 26 - 33 | Australia |  |  |

### Fecha 3
| 11 de octubre | Gales | 19 - 10 | Japón |  |  |

| 12 de octubre | Sudáfrica | 19 - 23 | Italia |  |  |

| 12 de octubre | Australia | 31 - 22 | Escocia |  |  |

## WXV 3
- El torneo se disputó en los Emiratos Árabes Unidos entre el 27 de septiembre y el 13 de octubre.

### Clasificación
| Competición                             | Plazas | Equipos clasificados |
| --------------------------------------- | ------ | -------------------- |
| Oceania Rugby Women's Championship 2024 | 2      | Fiyi Samoa           |
| Asia Rugby Women's Championship 2024    | 1      | Hong Kong            |
| Rugby Africa Women's Cup 2024           | 1      | Madagascar           |
| Definición Europa                       | 1      | España               |
| Repechaje                               | 1      | Países Bajos         |

### Desarrollo
|  | Campeón |

| Pos. | País         | Partidos | Partidos | Partidos  | Partidos | Anotación | Anotación | Anotación  | Puntos Bonus | Puntos |
| Pos. | País         | Jugados  | Ganados  | Empatados | Perdidos | A favor   | En contra | Diferencia | Puntos Bonus | Puntos |
| ---- | ------------ | -------- | -------- | --------- | -------- | --------- | --------- | ---------- | ------------ | ------ |
| 1    | España       | 3        | 3        | 0         | 0        | 113       | 8         | +105       | 1            | 13     |
| 2    | Samoa        | 3        | 2        | 1         | 0        | 99        | 40        | +59        | 2            | 12     |
| 3    | Países Bajos | 3        | 1        | 1         | 1        | 41        | 31        | +10        | 1            | 7      |
| 4    | Fiyi         | 3        | 1        | 0         | 2        | 63        | 58        | +5         | 2            | 6      |
| 5    | Hong Kong    | 3        | 1        | 0         | 2        | 44        | 78        | -34        | 1            | 5      |
| 6    | Madagascar   | 3        | 0        | 0         | 3        | 22        | 167       | -145       | 0            | 0      |

### Fecha 1
| 27 de septiembre | España | 83 - 0 | Madagascar |  |  |

| 28 de septiembre | Fiyi | 38 - 3 | Hong Kong |  |  |

| 28 de septiembre | Países Bajos | 8 - 8 | Samoa |  |  |

### Fecha 2
| 4 de octubre | Madagascar | 7 - 38 | Hong Kong |  |  |

| 5 de octubre | Fiyi | 17 - 45 | Samoa |  |  |

| 5 de octubre | Países Bajos | 0 - 20 | España |  |  |

### Fecha 3
| 11 de octubre | Samoa | 46 - 15 | Madagascar |  |  |

| 12 de octubre | Países Bajos | 33 - 3 | Hong Kong |  |  |

| 12 de octubre | Fiyi | 8 - 10 | España |  |  |